# Isla Usingo
Isla Usingo (en inglés Usingo Islands y también conocido como Usingo Islands) es el nombre que recibe una pequeña isla lacustre de Kenia, que está situado en el condado de Migori, en el lago Victoria. 

## Descripción
Esta isla sigue gran parte deshabitada, contrariamente ocurre con su vecina migingo que esta densamente poblada. En la isla habitan cabras y garzas blancas que viven como cimarrones. En la isla solo vive una familia en periodos recientes debido a la sobrepoblación de la vecina isla de Isla Migingo y a la falta de espacio para la agricultura y ganado, la isla de Usingo al igual que su vecina meridional la Isla Pirámide, todavía está en gran parte deshabitada, llena de malezas y aves que forman la fauna y flora de la región, la introducción de la perca del Nilo llevó a la extinción a la mayoría de los peces del Lago Victoria y la llegada de jacintos de agua hizo que aumentara el nivel de algas en el lago.